# José Luis Azuaje
José Luis Azuaje Ayala (Valera, 6 de dezembro de 1957) é um prelado venezuelano da Igreja Católica, arcebispo de Maracaibo.

## Biografia
Azuaje realizou os estudos teológicos no seminário diocesano de Trujillo e foi ordenado sacerdote em 5 de maio de 1984, sendo incardinado na Diocese de Trujillo.
É formado em Teologia Fundamental pela Pontifícia Universidade Gregoriana de Roma, em Filosofia pelo Instituto Universitário de Santa Rosa de Lima, em Caracas, em Educação pela Universidade Nacional Simón Rodríguez, em Ciências Políticas e Administrativas pela Universidade Valle del Momboy em Trujillo, onde também recebeu um doutorado honorário em Ciência Política.
Como sacerdote foi padre em várias paróquias, vigário episcopal da Pastoral e diretor diocesano do Secretariado de Catequese e Pastoral Social.
Em 18 de março de 1999, foi nomeado pelo Papa João Paulo II como bispo auxiliar de Barquisimeto, recebendo a consagração episcopal como bispo titular de Italica no dia 29 de maio seguinte, na Igreja San Juan Bautista de Valera, de Vicente Ramón Hernández Peña, bispo de Trujillo, coadjuvado por Tulio Manuel Chirivella Varela, arcebispo de Barquisimeto e por Baltazar Enrique Porras Cardozo, arcebispo de Mérida.
Em 15 de julho de 2006, foi transferido pelo Papa Bento XVI para a Diocese de El Vigía-San Carlos del Zulia e em 30 de agosto de 2013, para a Diocese de Barinas, pelo Papa Francisco. Foi presidente da Conferência Episcopal da Venezuela no quadriênio 2018-2022 e presidente da Caritas da América Latina.
Em 24 de maio de 2018, o Papa Francisco o elevou ao posto de arcebispo metropolita da Arquidiocese de Maracaibo.
Em 17 de maio de 2023, foi eleito na 39.ª Assembleia Geral Ordinária do Conselho Episcopal Latino-Americano como seu 1.º Vice-presidente.